# 酒埠江水库
酒埠江水库是中华人民共和国湖南省的一座水库，位于株洲市攸县东北部的酒埠江镇。水库以灌溉为主，兼有发电、防洪等综合效益，为年调节水库。又称酒仙湖。属湘江洣水水系。
酒埠江水库库区有酒埠江国家湿地公园、酒埠江水利风景区，并以库区为重要组成部分成立了酒埠江国家地质公园、酒埠江风景名胜区、酒埠江森林公园。